# Siniaïa
La Siniaïa (en russe : Синяя - en yakoute Сиинэ) est une rivière de Russie qui coule en République de Sakha, en Sibérie orientale. C'est un affluent direct de la Léna en rive gauche.

## Géographie
La Siniaïa a une longueur de 597 kilomètres. Son bassin versant a une superficie de 30 900 km2 (surface de taille équivalente à celles de la Belgique ou du l'Albanie).
Son débit moyen à l'embouchure est de 42,0 m3/s. 
La Siniaïa prend naissance dans une zone de taïga isolée et presque tout à fait dépeuplée, sur le rebord sud-est du plateau de Sibérie centrale appelé plateau de la Léna (Prilenskoïe plato - Приленское плато). Dès sa naissance, la rivière coule sur ce plateau en direction du sud-est, orientation qu'elle maintient tout au long de son parcours. Elle finit ainsi par confluer avec la Léna en rive gauche, 150 kilomètres en amont de la ville de Iakoutsk.
La rivière est prise par les glaces dès le mois d'octobre. Elle reste gelée jusqu'au mois de mai.

## Hydrométrie - Les débits mensuels à Pestchanoïe
Le débit de la Siniaïa a été observé pendant 43 ans (de 1944 à 1986) à Pestchanoïe, petite localité située à 38 kilomètres de son confluent avec la Léna, et à une altitude de 117 mètres. 
Le débit interannuel moyen ou module observé à Pestchanoïe durant cette période était de 42,0 m3/s pour une surface prise en considération de 30 400 km2, soit la quasi-totalité du bassin versant de la rivière qui compte 30 800 km2.
La lame d'eau écoulée dans ce bassin atteint ainsi le chiffre de 43,7 millimètres par an, ce qui peut être considéré comme très médiocre, mais correspond aux mesures effectuées sur d'autres cours d'eau du centre de la Iakoutie, région fort peu arrosée. 
Rivière alimentée avant tout par la fonte des neiges, la Siniaïa est un cours d'eau de régime nival. 
Les hautes eaux se déroulent au printemps, en mai surtout puis en juin, ce qui correspond à la fonte des neiges. Au mois de juillet, le débit plonge et cette baisse se poursuit en août. Après s'être quelque peu stabilisé en septembre, le débit replonge en octobre et novembre, ce qui constitue le début de la période des basses eaux. Celle-ci a lieu de novembre à avril inclus, et est liée au gel de l'hiver. 
Le débit moyen mensuel observé en mars (minimum d'étiage) est de 0,10 m3/s (100 litres), soit peu de chose face au débit moyen du mois de mai (275 m3/s), ce qui témoigne de variations saisonnières d'amplitude extrêmement élevées, typiques des régions très froides du grand nord sibérien. Ces écarts de débit mensuel peuvent encore être plus marqués d'après les années : sur la durée d'observation de 43 ans, le débit mensuel minimal a été de 0,00 m3/s à de nombreuses reprises, entre janvier et avril, tandis que le débit mensuel maximal s'élevait à 781 m3/s en mai 1959.
En ne considérant que la période estivale, libre de glaces (de juin à septembre inclus), le débit mensuel minimal observé a été de 1,41 m3/s en août 1986, ce qui implique l'existence de débits très faibles en été également.